# Anupriya Goenka
Anupria Goenka, nacida el 29 de mayo de 1987, es una actriz y modelo india reconocida por su trabajo en películas hindi y telugu. Su ascenso a la fama comenzó en 2013 cuando se convirtió en el rostro de Bharat Nirman, una campaña del gobierno de la UPA. Goenka dio sus primeros pasos en la pantalla con la película en telugu "Potugadu" en 2013, después de protagonizar el cortometraje "Worth the Kiss" el mismo año. Hizo su debut en Bollywood con "Bobby Jasoos".
Después, protagonizó la comedia dramática "Bobby Jasoos" (2014), el drama "Paathshala" (2014), la comedia de acción "Dishoom" (2016) y el drama criminal "Daddy" (2017). Goenka también tuvo roles destacados en los thrillers de acción "Tiger Zinda Hai" (2017) y "War" (2019), así como en el drama épico de época "Padmaavat" (2018). Debutó en el ámbito digital con "Historias de Rabindranath Tagore" y ha aparecido en exitosas series como "Sacred Games", "Abhay", "Criminal Justice", "Asur: Bienvenido a tu lado oscuro", "Aashram" y "Criminal Justice: Behind Closed Doors".

## Primeros años de vida
Anupriya Goenka nació el 29 de mayo de 1987 en Kanpur, Uttar Pradesh, en una familia Marwadi. Sus padres son Ravindra Kumar Goenka, un empresario textil, y Pushpa Goenka, quien es ama de casa.
Goenka asumió la responsabilidad financiera de su familia antes de completar la escuela. Expresó: "Yo era la emprendedora y comencé a ayudar a mi padre en el negocio de exportación de prendas de vestir. Actuar siempre fue un pasatiempo hasta que me di cuenta de que no podía hacer justicia tanto al teatro como a mi carrera corporativa".

## Carrera
Goenka se trasladó a Mumbai en 2009, donde se sintió atraída por el teatro y trató de equilibrar su carrera actoral con sus intereses empresariales. Comenzó a trabajar en comerciales y ganó reconocimiento en 2013 como el rostro de la campaña publicitaria Bharat Nirman del gobierno de la UPA. Además, interpretó a un personaje lésbico en el primer anuncio lésbico de la marca Myntra en la India en 2015. Ha participado en varios comerciales de televisión para marcas como Coca-Cola, Garnier, Stayfree, Kotak Mahindra Bank, Pepperfry y Vodafone. También trabajó como presentadora en un canal de compras desde el hogar llamado ShopCJ durante más de un año.
Su primer papel importante en el cine fue como la enfermera Poorna en el thriller de acción "Tiger Zinda Hai" de 2017. Recibió elogios de la crítica por su interpretación del papel de la reina Nagmati en la película épica "Padmaavat" de 2018 junto a Shahid Kapoor.

## Media
En 2020, Goenka fue clasificada en el octavo lugar en la lista de las mujeres más deseadas de  The Times.

## Filmografía
| Año  | Título                  | Papel        | Notas                                |
| ---- | ----------------------- | ------------ | ------------------------------------ |
| 2013 | Potugadú                | María        | película en idioma telugu            |
| 2014 | Bobby Jasoos            | Afreen       |                                      |
| 2014 | Paathasala              | Sandhya      | película en idioma telugu            |
| 2016 | deshonra                | Alishka Iyer |                                      |
| 2017 | Vekh Baraatan Challiyan | saroj        | Aparición especial, película punjabi |
| 2017 | Papá                    | Hilda        |                                      |
| 2017 | Tigre Zinda Hai         | pobrena      |                                      |
| 2018 | Señor                   | ankita       |                                      |
| 2018 | Padmaavat               | Nagmati      |                                      |
| 2019 | Guerra                  | aditi        |                                      |
| 2022 | Mero Desh Ki Dharti     | jhumki       |                                      |